# Кејти Китамура
Кејти Китамура (енгл. Katie Kitamura, Сакраменто, Калифорнија, 1979) је америчка књижевница, новинарка и ликовна критичарка. Тренутно је почасни истраживач у Лондонском конзорцијуму.

## Рани живот и образовање
Кејти Китамура је рођена у Сакраменту, Калифорнија 1979. године у породици јапанског порекла,  а одрасла је у Дејвису, где је њен отац Ryuichi био професор на Одсеку за грађевинарство и инжењерство заштите животне средине на University of California, Davis.  
Китамура је дипломирала на Универзитету Принстон у Њу Џерсију 1999. Докторирала је америчку књижевност на Лондонском конзорцијуму.  Њена теза носила је наслов Естетика вулгарности и савремени амерички роман (2005). 
Раније у свом животу, Китамура је обучавана за балерину.

## Каријера
Китамура је написала Japanese for Travellers: A Journey, описујући своја путовања по Јапану и испитујући дихотомије његовог друштва и своје место у њему као Јапанке-Американке. 
Китамуру се у Јапану упознала са мешовитим борилачким вештинама од стране њеног брата.  Њен први роман, The Longshot, објављен 2009. године, говори о припремама борца и његовог тренера уочи првенствене борбе против познатог противника. Насловна страна америчког издања њене књиге садржи наслов истетовиран на зглобовима; а зглобови су њеног брата. Китамурин други роман, 'Gone to the Forest, објављен 2013, смештен је у неименовану колонијалну земљу и описује живот и патњу једне земљопоседничке породице у позадини грађанских сукоба и политичких промена.
Китамурин роман A Separation (Раздвојеност) из 2017. биће адаптиран за филм са Кетрин Вотерстон у главној улози.  Њен роман Intimacies (Интимности) појавио се 2021.
Китамура пише за The Guardian, The New York Times и Wired. Написала је чланке о мешовитим борилачким вештинама, филмској критици и анализи,  и уметности.  

## Награде и признања
Године 2010. Китамурин The Longshot ушао је у ужи избор за Young Lions Fiction Award Њујоршке јавне библиотеке. Године 2013, њенаGone to the Forest такође је ушла у ужи избор за Young Lions Fiction Award. Године 2021. Китамурине Intimacies су биле на листи за Националну књижевну награду за фикцију. 

## Изабрана библиографија

### Аутобиографије
- Japanese for Travellers: A Journey, (2006) (isbn=978-0241142899)

### Новеле
- The Longshot: A Novel, (2009) (isbn=978-1439117606)
- Gone to the Forest, (2013) (isbn=978-1847659071)
- A Separation (Раздвојеност), (2017) (isbn=978-0399576126)
- Intimacies (Интимности), (2021) (isbn=978-0399576164)

### Новинарство
- Ликовна критика у часопису frieze.[20]
- Ликовна критика у часопису Contemporary. [21]

## Лични живот
Китамура је удата за писца Харија Кунзруа.